# Тунель Зонненберг
Тунель Зонненберг — автомагістральний тунель становить 1,550 метрів у довжину, побудований між 1971 і 1976 роками і розташований у Люцерні, Швейцарія. Після завершення будівництва також було найбільше у світі цивільне ядерне сховище, призначене для захисту 20 000 цивільних осіб у разі війни чи катастрофи.

## Автомагістральний тунель
Через тунель проходить автомагістраль A2 від К'яссо до Базеля, по якій щодня проїжджає близько 55 000 автомобілів. Існують попередні плани побудувати об’їзну дорогу замість ділянки автомагістралі, яка проходить через Люцерн, яка включає тунелі Зонненберг і Ройспорт.

## Укриття цивільної оборони
Згідно з федеральним законом від 1963 року, Швейцарія прагне забезпечити укриття від ядерних опадів для всього населення країни. Будівництво нового тунелю поблизу міського центру розглядалося як можливість забезпечити притулок для великої кількості людей одночасно. Обладнання, яке дозволило перетворити тунель на протирадіосховище, коштувало близько 32,5 мільйонів доларів, з яких приблизно 5 мільйонів доларів сплатив муніципалітет Люцерна. Укриття складалося з двох автомагістральних тунелів (по одному на напрямок руху), кожен з яких міг вмістити 10 000 осіб у підрозділах на 64 людини. Семиповерхова печера між тунелями містила інфраструктуру укриття, включаючи командний пункт, лікарню швидкої допомоги, радіостудію, телефонний центр, тюремні камери та вентиляційні машини. Укриття було розроблено таким чином, щоб витримати вибух від ядерного вибуху потужністю 1 мегатонна на відстані 1 кілометра. Вибухові двері на порталах тунелю мають товщину 1,5 метри та вагу 350 тонн.
Логістичні проблеми утримання 20 000 населення в тісних межах не були повністю вивчені, а випробування споруди було складним, оскільки вимагало закриття автомагістралі та зміни маршруту звичайного руху. Єдине великомасштабне випробування, п’ятиденні навчання в 1987 році з відпрацювання перетворення дорожніх тунелів на придатні для використання укриття, виявило багато проблем: серед іншого, знадобилося 24 години, щоб повністю закрити всі чотири двері, і виявилося неможливим встановити 20 000 ліжок у розумні терміни. Згодом місткість притулку переоцінили на 10-17 тис. Сумніви щодо життєздатності тунелю як укриття залишалися.
Після закінчення холодної війни високі витрати на технічне обслуговування здавалися невиправданими для споруди, яка була чітко орієнтована на використання під час війни і не могла бути підготовлена за кілька годин до короткочасного використання після катастроф. У 2006 році, після тривалих політичних дебатів, було вирішено відмовитися від вторинної функції цивільної оборони автодорожнього тунелю та замість цього перетворити центральну семиповерхову печеру на укриття зі скромнішою місткістю 2000 осіб. З 2008 року люди можуть відвідати печеру під час екскурсій і зазирнути у світ бункерів часів холодної війни.